# Node 4
Node 4, eller Docking Hub System (DHS), är en föreslagen modul till Internationella rymdstationen (ISS). 2011 planerade NASA för en uppskjutning i slutet av 2013. Men det blev aldrig något av planerna.

## Ursprung
Node 4 hette från början Node 1 men under tillverkningen av modulen upptäcktes ett konstruktionsfel som gjorde att tillverkningen avbröts och modulen ställdes åt sidan. I stället döptes den något större modulen Node 2 om till Node 1.

## Exploration Gateway Platform
I december 2011 föreslog företaget Boeing att modulen skulle bli stommen till den föreslagna rymdstation Exploration Gateway Platform. Stationen skulle monteras vid ISS och sedan flyttas till Jorden och Månens Lagrangepunkt, L1 eller L2. Därifrån skulle den sedan bistå i den bemannade utforskningen av månen.